# Aleurodiscus spiniger
Aleurodiscus spiniger är en svampart som beskrevs av D.P. Rogers & P.A. Lemke 1964. Aleurodiscus spiniger ingår i släktet Aleurodiscus och familjen Stereaceae.   Inga underarter finns listade i Catalogue of Life.